# Ветровой профилемер

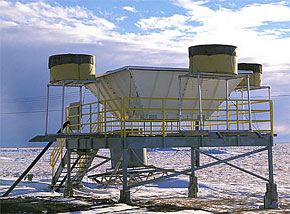
Ветровой профилемер

Ветрово́й профилеме́р (профилеме́тр), или сода́р (англ. SODAR, аббревиатура от SOnic Detection And Ranging — акустический детектор и дальномер) — метеорологическим инструменттом измерения структуры вертикальной турбулентности и профиля ветра в нижних слоях атмосферы методом звукового зондирования.

## Общие понятия
Ветровой профилемер является метеорологическим инструментом. Принцип его действия подобен принципу работы радара с тем отличием, что используется звук вместо радиоволн. То есть он посылает звуковые волны в атмосферу и принимает их после отражения от слоев с различной плотностью и скоростью движения воздуха. Анализ принятого звукового сигнала позволяет судить о скорости и направлении ветра на различных высотах от земли и турбулентных неоднородностях нижнего слоя атмосферы.
Высота исследуемого слоя атмосферы с помощью ветровых профилемеров достигает нескольких сотен метров. Она максимальна в местах, характеризуемых низким уровнем окружающего акустического шума и умеренно высокой относительной влажностью воздуха. В пустынях, например, диапазон высоты ниже, так как затухание звука в сухом воздухе сильнее.

## Область применения
Область применения — метеорология. Используется также предприятиями — потенциальными источниками аварийных ситуаций. В частности, на аэродромах обеспечивают оперативный мониторинг ветра и контроль вихревых потоков самолётов. На объектах атомной промышленности и подобных им получаемые данные о состоянии нижнего слоя тропосферы обеспечивают прогноз распространения в атмосфере газо-аэрозольных выбросов.

## Конструктивные особенности
Большинство существующих ветровых профилемеров — многоосевые. То есть выявляют параметры воздушной среды в трех или более фиксированных радиальных направлениях. Однако основной тенденцией дальнейшего развития является использование технологии фазированной антенной решетки. Она даёт возможность управления зондированием атмосферы в любом направлении.

## Преимущества
Конкурентным устройством ветрового профилемера являются метеорологические мачты. Однако, с учётом проблем их строительства, профилемер оказывается значительно более дешёвой, надёжной и мобильной конструкцией. Также следует учесть, что обычный предел высоты метеомачт — около 150 м. Большинство профилемеров дают возможность получить надежные данные на значительно больших высотах, например, превосходят 1000 метров.

## Недостатки работы
Недостатком работы ветрового профилемера является зависимость достоверности его показаний от внешних условий. Надёжность падает во время сильных осадков. Негативное влияние оказывают источники сильного шума, например, звук двигателей самолёта.
Другой заметный недостаток в том, что обеспечиваются измерения средних параметров. Порывы ветра и другие локальные и краткие изменения состояний обычно недоступны или недостаточно надежны. Это связано с тем, что результаты измерений не привязаны к точке и времени так, как это имеет место для конкретного датчика на метеомачте.